# Генстовиці
Генстовиці (пол. Gęstowice, нім. Tammendorf) — село в Польщі, у гміні Машево Кросненського повіту Любуського воєводства.
Населення — 170 осіб (2011).
У 1975-1998 роках село належало до Зеленогурського воєводства.

## Демографія
Демографічна структура станом на 31 березня 2011 року:
|          | Загалом | Допрацездатний вік | Працездатний вік | Постпрацездатний вік |
| -------- | ------- | ------------------ | ---------------- | -------------------- |
| Чоловіки | 86      | 21                 | 57               | 8                    |
| Жінки    | 84      | 16                 | 46               | 22                   |
| Разом    | 170     | 37                 | 103              | 30                   |